# Anderson Lopes
Anderson José Lopes de Souza, noto semplicemente come Anderson Lopes (Recife, 15 settembre 1993), è un calciatore brasiliano, attaccante degli Yokohama F·Marinos.

## Palmarès

### Club

#### Competizioni statali
- Campionato Paranaense: 1

Atl. Paranaense: 2016

#### Competizioni nazionali
- Campionato giapponese: 1

Yokohama F·Marinos: 2022
- Supercoppa del Giappone: 1

Yokohama F·Marinos: 2023

### Individuale
- Capocannoniere del campionato giapponese: 2

2023 (22 gol, a pari merito con Yūya Ōsako), 2024 (24 gol)
- Squadra del campionato giapponese: 2

2023, 2024